# COPA-COGECA
Le COPA (Comité des organisations professionnelles agricoles de l'Union européenne), et la COGECA (Confédération générale des coopératives agricoles, ex-Comité général de la coopération agricole de l'Union européenne) regroupent certaines organisations syndicales et professionnelles agricoles et coopératives.
Fondée en 1962 et basée à Bruxelles, son activité se concentre sur la politique agricole commune et d'autres domaines politiques pertinents pour les agriculteurs et les coopératives agricoles, tels que : la sécurité alimentaire, la santé et le bien-être des animaux, la santé des végétaux, l'environnement, la recherche et l'innovation, le commerce, etc.

## Historique
Le 6 septembre 1958, la première organisation représentative européenne, le COPA, est créée. Elle compte alors 13 organisations nationales à vocation générale membres pour les six États membres et associe, dans des sections spécialisées, les associations européennes par produit. Elle porte les sujets transversaux à l'agriculture auprès de la Commission européenne. Toutefois, la politique agricole commune présente un caractère sectoriel qui favorise l'action des organisations agricoles structurées par produit, qui garde une grande liberté d'action par rapport au COPA. Les différences d'intérêts portées par les organisations membres rendent difficile la prise de position à l'unanimité du COPA, comme par exemple, en 1964, l'absence de position unanime sur le prix des céréales.   
Le 24 septembre 1959, les coopératives agricoles de la Communauté européenne créent la Confédération générale de la coopération agricole (COGECA).  
En 1962, les secrétariats des deux organisations fusionnent pour devenir le COPA-COGECA. Les deux entités conservent toutefois leurs prérogatives et domaines d'actions différenciés. 

## Organisation
Ses membres français sont la Fédération nationale des syndicats d'exploitants agricoles (FNSEA), la Confédération nationale de la mutualité, de la coopération et du crédit agricoles (CNMCCA) et l'Assemblée permanente des Chambres d'agriculture (APCA).
Depuis 2020, la présidente de la COPA est Christiane Lambert, ex-présidente du syndicat français FNSEA de 2017 à 2023. Le président de la COGECA est Lennart NILSSON pour la période 2024-2026.

## Activité de lobbying
Le COPA est inscrit depuis 2009 au registre de transparence de la Commission européenne, et déclare en 2014 pour l'activité de représentation d'intérêts des dépenses d'un montant compris entre 1 000 000 et 1 250 000 euros.